# Maria Krönung (Gossau ZH)

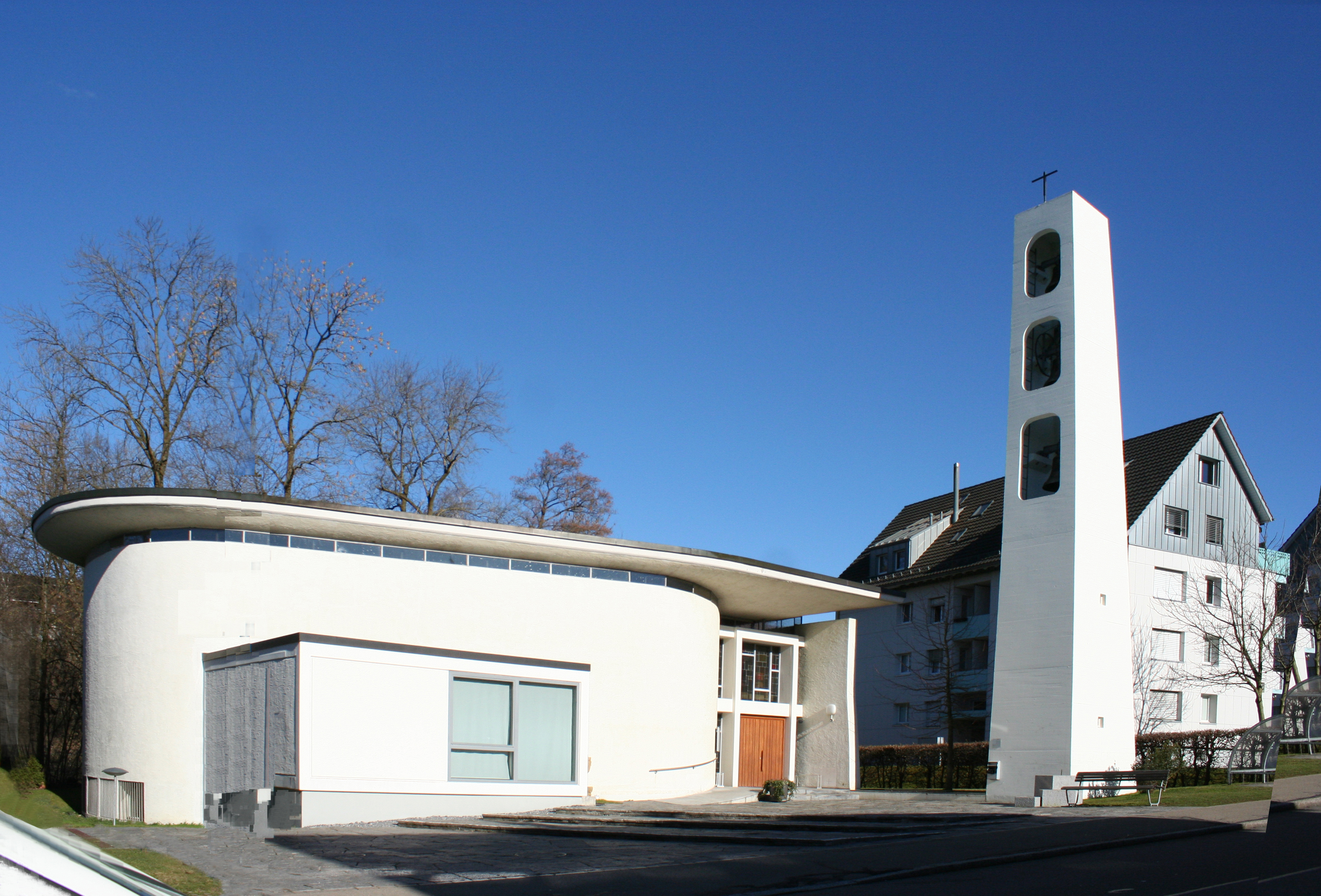
Kirche Maria Krönung

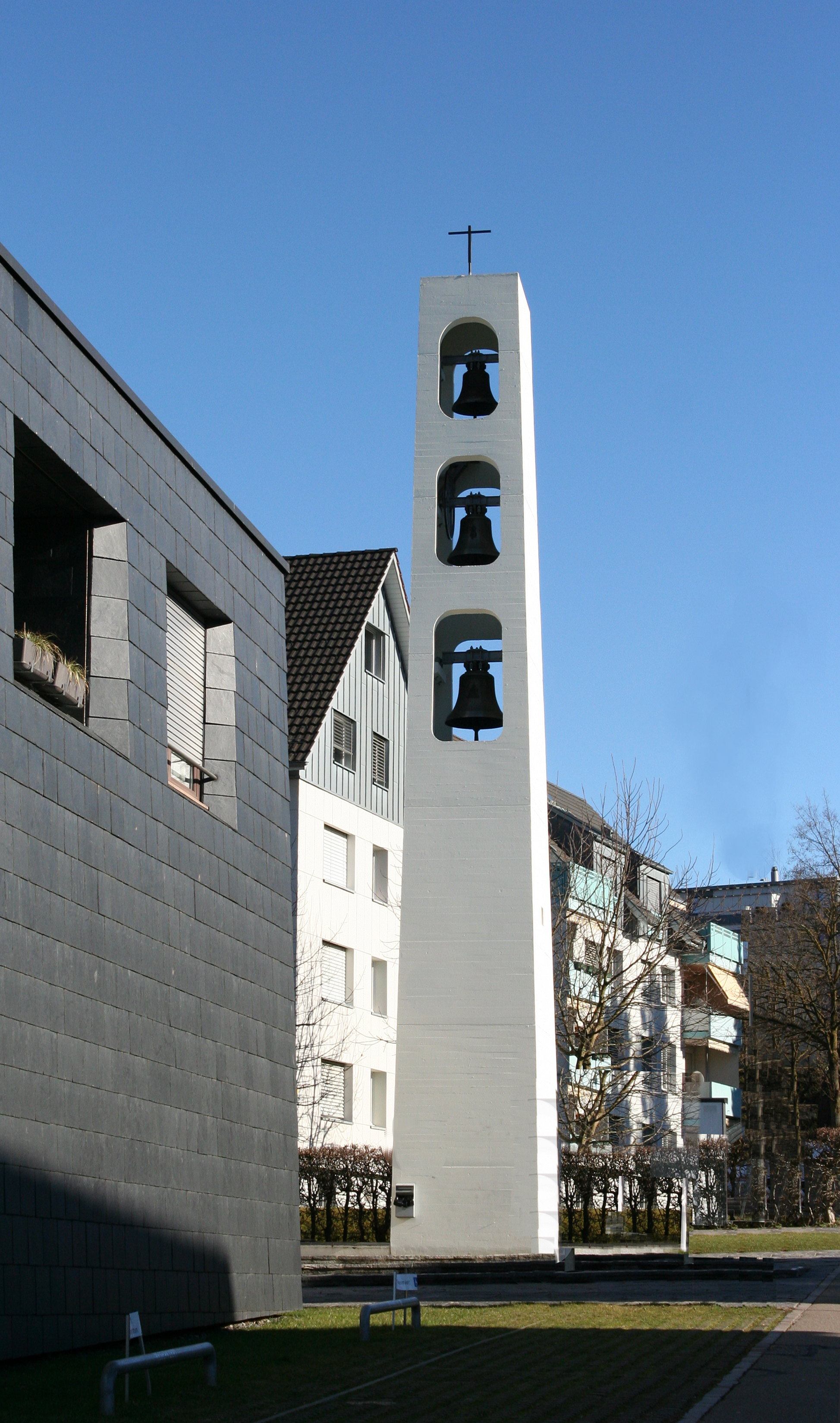
Kirchturm

Die Kirche Maria Krönung ist die römisch-katholische Pfarrkirche von Gossau ZH im Zürcher Oberland. Sie steht an der Chapfstrasse 25 und ist ein Werk des Architekten Fritz Metzger, der mit seinen Kirchbauten die moderne katholische Kirchenarchitektur in der Schweiz massgeblich mitgeprägt hat.

## Geschichte

### Vorgeschichte
Der christliche Glaube kam erstmals durch die Römer in die Region des heutigen Zürcher Oberlandes. Im Römerkastell Irgenhausen am Pfäffikersee ist das Fundament der ersten christlichen Kirche der Region noch heute zu sehen. Nach dem Zusammenbruch des Römischen Reichs kam der christliche Glaube ein zweites Mal durch die Mönche Gallus und Columban in die Ostschweiz. In einer Urkunde aus dem Jahr 857 wird eine Rappoltskirche erwähnt, die in der Nähe von Wetzikon oder Bäretswil gestanden haben soll, später jedoch unter diesem Namen nicht mehr erwähnt wird. 
Ein erster Kirchbau in Gossau war Unserer lieben Frau gewidmet, weshalb die heutige katholische Kirche von Gossau auch der Muttergottes geweiht ist. 1339 wurde die Kirche dem Hl. Martin von Tours gewidmet. Archäologische Grabungen belegen einen ersten Kirchbau im 7. oder 8. Jahrhundert. Überreste einer romanischen Kirche sind erhalten, eine gotische entstand im 14. und 15. Jahrhundert, welche 1717 verlängert und 1819 abgebrochen wurde. Nach der Reformation in Zürich im Jahr 1524 war der katholische Gottesdienst im Gebiet des heutigen Kantons Zürich verboten, weshalb die Kirche in Gossau fortan für reformierte Gottesdienste verwendet wurde.
Erst das Toleranzedikt aus dem Jahr 1807 erlaubte den in den Kanton Zürich zugewanderten Katholiken, wieder katholische Gottesdienste zu feiern, vorerst allerdings nur in der Stadt Zürich. Bei der Gründung der modernen Eidgenossenschaft 1848 wurde in der Verfassung die Glaubens- und Niederlassungsfreiheit verankert, sodass der Aufbau katholischer Gemeinden auch im ganzen Kanton Zürich möglich wurde. Aufgrund der Industrialisierung, die im Zürcher Oberland zahlreiche Arbeitsstellen schuf, zogen in der Folge Menschen aus katholischen Gebieten aus der Zentralschweiz, der Ostschweiz, aber auch aus dem nahen Ausland in die Region. Im Juni 1866 wurde im Gasthaus Pilgersteg, das zwischen Dürnten und Rüti ZH lag, die erste Hl. Messe seit der Reformation im Zürcher Oberland gefeiert. Die Kapuzinerpatres des Klosters Rapperswil hatten sich dem Bistum Chur gegenüber verpflichtet, die Seelsorge im Zürcher Oberland zu übernehmen. Die damals zugewanderten Katholiken waren meist arm und lebten in der ganzen Region verstreut, was den Aufbau einer katholischen Gemeinde erschwerte.
1890 fand in Wetzikon der erste katholische Gottesdienst seit der Reformation statt. 1893 wurde auf dem Hügel Guldisloo das heutige Pfarrhaus erbaut, dessen Saal als Kapelle diente. Im Jahr 1923 wurde die Kirche St. Franziskus an der Messikomerstrasse als erste Pfarrkirche von Wetzikon erbaut. Bis zum Bau der katholischen Kirche in Gossau besuchten ab 1890 die katholischen Gläubigen die sonntäglichen Gottesdienste in Wetzikon. Der Weg dorthin wurde oft zu Fuss zurückgelegt.

### Entstehungs- und Baugeschichte
Als nach dem Zweiten Weltkrieg die Zahl der Katholiken in Wetzikon und Umgebung stetig stieg, wurden weitere Kirchenbauten nötig. Um 1950 hatte man die Idee, eine gemeinsame Kirche mit Grüningen im Raum Ottikon zu bauen. Eine Lösung für den heutigen Standort ergab sich erst, als ein Grundstück in Gossau am Laufenbach gekauft werden konnte. In der Folgezeit wurde für den Bau einer katholischen Kirche in Gossau Geld gesammelt, so z. B. durch den Einzug des Wochenbatzens sowie anlässlich kirchlicher Veranstaltungen. Auch aus anderen Gemeinden im Kanton und aus der übrigen Schweiz trafen Spenden ein. Zudem stellten viele Pfarreiangehörige Darlehen zur Verfügung. 
Die Baupläne für die Kirche wurden von Architekt Fritz Metzger, Zürich, erstellt. Ein erster Entwurf sah einen Grundriss in Form eines Fisches vor. Dieser Grundriss hätte das urchristliche Christussymbol des Fisches aufgegriffen. Eine Verlängerung des Hauptraumes der Kirche in Form eines Fischschwanzes, der auf der südöstlichen Seite der realisierten Kirche zu liegen gekommen wäre und 80 weitere Sitzplätze geboten hätte, wurde nicht realisiert. Als Baumeister wirkten Emil Künzli, Gossau, und Alfred Fässler, Grüningen. Am 2. Februar 1958, am Fest Maria Lichtmess, traf sich das Pfarreivolk zum ersten Spatenstich. Nach einer Bauzeit von 14 Monaten wurde am 3. Mai 1959 die neue Mariae-Krönungs-Kirche durch den damaligen Churer Weihbischof Johannes Vonderach geweiht. Die Glocken wurden 1961 und die Orgel 1980 in der Kirche installiert. 2003 bis 2004 erfolgte der Bau des neben der Kirche gelegenen Pfarreizentrums.
Die Pfarrei Maria Krönung Gossau ist mit ihren 2'335 Mitgliedern (Stand 2021) eine der kleinen katholischen Pfarreien des Kantons Zürich. Zusammen mit Wetzikon und Seegräben bildet Gossau eine gemeinsame Kirchgemeinde.

## Baubeschreibung

### Kirchturm und Geläute
Der Kirchturm ist an der Chapfstrasse schon von weitem sichtbar. Die Glocken sind auf die Töne b, g und f gestimmt und mischen sich in ökumenischem Sinn in den Klang der reformierten Kirchenglocken. Sie wurden zwei Jahre nach dem Bau der Kirche im Mai bei der Giesserei Karl Czudnochowsky, Erdingen bei München, bestellt und im September 1961 nach Gossau überführt. Nach der Weihe der Glocken am 17. September, dem Eidgenössischen Bettag, durch den Bischof von Chur, Christian Caminada, wurden diese von der Gossauer Schuljugend in den Turm hochgezogen.
| Nummer | Ton | Widmung     | Inschrift                                                                       |
| ------ | --- | ----------- | ------------------------------------------------------------------------------- |
| 1      | b   | Schutzengel | Der Engel des Herrn brachte Maria die Botschaft, und sie empfing vom Hl. Geist. |
| 2      | g   | Maria       | Hochpreiset meine Seele den Herrn                                               |
| 3      | f   | Christus    | Und das Wort ist Fleisch geworden und hat unter uns gewohnt                     |

### Innenraum und künstlerische Ausstattung
Von der Chapfstrasse gelangt der Besucher über niedere Stufen oder eine Rampe durch den Eingang der Kirche in den Innenraum. Dieser ist in Form eines Fischbauches errichtet worden. Der Kirchenraum ist schlicht gehalten, die Kirchenbänke sind im Halbrund angeordnet und auf den Altar ausgerichtet, der zur Zeit der Errichtung der Kirche bereits etwas weggerückt von Wand aufgebaut wurde und so nach der Liturgiereform infolge des Zweiten Vatikanischen Konzils nicht umgestellt werden musste, um die Feier der Messe von der anderen Seite zu ermöglichen. 
Ein markantes Gestaltungselement ist das Fensterband, das die Decke von den Kirchenmauern optisch abhebt, sodass das Dach über den Mauern zu schweben scheint. Beim Eingang erinnert der Taufstein an den Felsen, aus dem Moses auf Geheiss Gottes lebendiges Wasser hervorquellen liess. Der Standort des Brunnens signalisiert, dass die Taufe am Anfang eines lebenslangen Weges steht. Der Taufstein ist ein Frühwerk des Künstlers Georg Malin, der dem Marmorblock die Form einer Welle gab, welche auf die Taufe verweist. 
Die von Paul Stöckli aus Ennentmoos NW entworfene Fensterfront an der Ostseite gibt einen farbenbetonten Lichteinfall in die Kirche. Die Glasfenster enthalten Bilder aus der Lauretanischen Litanei, die die Kirchenpatronin Maria als Vorbild im Glauben deuten. Ebenfalls von Paul Stöckli stammt das Glasfenster an der Wand hinter dem Taufstein. 
Der Kreuzweg wurde von Goldschmied Willy Buck aus Wil SG gestaltet. Die Titel der 14 Stationen stammen von Romano Guardini. Diesen Wegstationen folgend, gelangt der Gläubige schliesslich zum Kreuz, an dem Jesus mit einem für die ganze Welt offenen Herzen dargestellt ist. Weiter geht dieser Weg zum Tabernakel. Dessen Vorderfront zieren die Worte des Auferstandenen: Resurrexi et adhuc tecum sum – «Ich bin auferstanden und von jetzt an bei dir». 
Die Marien-Skulptur zeigt die gekrönte Muttergottes. Sie verweist mit ihrer rechten Hand auf den Altar. Die Marienfigur sowie das Kreuz, eine moderne Herz-Jesu-Darstellung, wurden von Arnold D’Altri aus Zürich geschaffen.

### Orgel

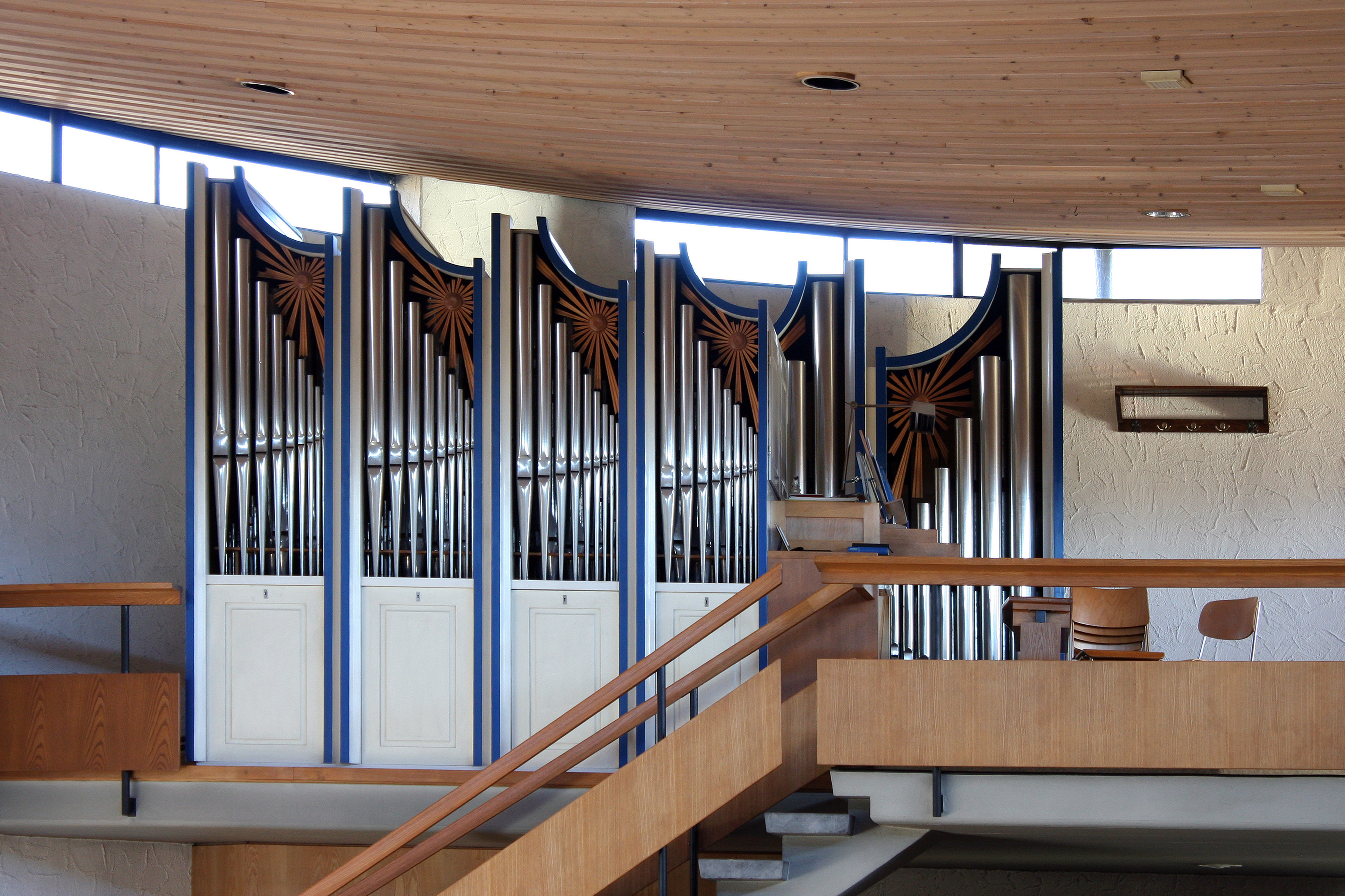
Mönch-Orgel von 1980

Die erste Orgel der Kirche stammte aus der katholischen Kirche Landquart GR und wurde an die Diasporagemeinde Gossau gratis abgegeben. Es handelte sich um eine zweimanualige Orgel, welche von Orgelbauer Schamberger, Uster, zusammen mit freiwilligen Helfern in Landquart abgebaut und nach Gossau transportiert wurde. Sie erhielt beim Einbau in der Kirche Maria Krönung eine elektrische Traktur und einen neuen Spieltisch. Am Palmsonntag, den 15. April 1962 fand unter Mitwirkung von Pater Baptist Bolliger, Kloster Einsiedeln, und dem Kirchenchor von Wetzikon eine feierliche Orgel-Kollaudation statt.
Nach gut 15 Jahren zeigte diese erste Orgel Schwächen, weshalb zunächst abgeklärt wurde, ob eine Totalrevision in Frage käme. Da diese nicht mehr vertretbar war, wurde die Beschaffung einer neuen Orgel beschlossen. Diese stammt von der Orgelbaufirma Mönch, Überlingen. Als Berater für den Orgelbau wurde Siegfried Hildebrand, St. Gallen, hinzugezogen. Bei der neuen Orgel handelt es sich um ein mechanisches Instrument mit 14 klingenden Registern auf zwei Manualen samt Pedal. Sie wurde am 4. Mai 1980 eingeweiht. Am gleichen Tag fand auch ein Orgelkonzert des Orgelexperten Hildebrand statt.
| I Manual C–g3 |       |
| Nachthorn     | 8′    |
| Dulciana      | 8′    |
| Praestant     | 4′    |
| Superoctav    | 2′    |
| Mixtur        | 1 ⁄3′ |

| II Manual C–g3 |       |
| Bleigedackt    | 8′    |
| Rohrflöte      | 4′    |
| Schwiegel      | 2'    |
| Quint          | 1 ⁄3′ |
| Sifflet        | 1'    |
| Schalmei       | 8′    |

| Pedal C–f1 |     |
| Untersatz  | 16′ |
| Flötbass   | 8′  |
| Rohrpommer | 4′  |

- Koppeln: II/I, I/P, II/P